# Iglesia de Los Dominicos (Santiago de Chile)
La Iglesia de Los Dominicos, llamada oficialmente Iglesia de San Vicente Ferrer, es un templo católico ubicado al final de la Avenida Apoquindo, en el Parque Los Dominicos, comuna de Las Condes, Santiago de Chile.

## Historia
La Orden de los Dominicos recibió como herencia una parte de la hacienda Apoquindo en el año 1803, sector donde se ubica el parque. Para el año 1809, los frailes comenzaron la construcción de la iglesia y del convento adyacente, el que sería utilizado como noviciado. 
En 1847 se reconstruyó el frontis de la iglesia, donde se completaron sus dos torres de planta cuadrada características, que se levantan a ambos costados de la entrada, rematadas con cúpulas de cobre.
En 1983, en parte del antiguo convento, se formó un centro artesanal y de antigüedades llamado Pueblito de Los Dominicos. Ese mismo año la iglesia fue declarada Monumento Nacional. Además, cabe destacar que la imagen de la iglesia se encontraba en el reverso del billete de 2000 pesos desde 1997 hasta 2010.
En sus aposentos se produjo el episodio de la persecución de Manuel Rodríguez en la que escapando de las tropas realistas, se disfrazó de fraile y condujo a sus persecutores para su búsqueda. 
Durante la Guerra civil de 1891, esta iglesia fue utilizada por los frailes para esconder a opositores al gobierno de José Manuel Balmaceda.